# Sanzhar Tashkenbay
Sanzhar Tashkenbay, född 2003, är en kazakisk boxare.

## Karriär
Tashkenbay tog guld vid världsmästerskapen i boxning i lätt flugvikt år 2023.